# Liste der Bodendenkmäler in Neukirchen beim Heiligen Blut
Auf dieser Seite sind die Bodendenkmäler in dem Oberpfälzer Markt Neukirchen beim Heiligen Blut zusammengestellt. Diese Tabelle ist eine Teilliste der Liste der Bodendenkmäler in Bayern. Grundlage ist die Bayerische Denkmalliste, die auf Basis des Bayerischen Denkmalschutzgesetzes vom 1. Oktober 1973 erstmals erstellt wurde und seither durch das Bayerische Landesamt für Denkmalpflege geführt wird. Die folgenden Angaben ersetzen nicht die rechtsverbindliche Auskunft der Denkmalschutzbehörde.

## Bodendenkmäler in Neukirchen beim Heiligen Blut

### Bodendenkmäler in der Gemarkung Neukirchen b.Hl.Blut
| Lage                            | Objekt | Akten-Nr.     | Bild |
| ------------------------------- | --- | ------------- | ---- |
| Neukirchen b.Hl.Blut (Standort) | Archäologische Befunde der frühen Neuzeit im Bereich der Katholischen Nebenkirche St. Anna zum Hl. Brunn in Neukirchen b. Hl. Blut, darunter die Spuren von Vorgängerbauten bzw. älterer Bauphasen. | D-3-6743-0109 |      |
| Neukirchen b.Hl.Blut (Standort) | Archäologische Befunde eines abgegangenen frühneuzeitlichen Markttors in Neukirchen b. Hl. Blut. | D-3-6743-0111 |      |
| Neukirchen b.Hl.Blut (Standort) | Archäologische Befunde des Mittelalters und der frühen Neuzeit im Bereich der Katholischen Wallfahrts- und Pfarrkirche Mariä Geburt zum Hl. Blut und des Franziskanerklosters mit der Klosterkirche St. Katharina in Neukirchen b. Hl. Blut, darunter die Spuren von Vorgängerbauten bzw. älterer Bauphasen. | D-3-6743-0112 |      |
| Neukirchen b.Hl.Blut (Standort) | Archäologische Befunde des Mittelalters und der frühen Neuzeit im Bereich der ehemalige Kirchenburg und des Pflegschlosses in Neukirchen b. Hl. Blut. | D-3-6743-0113 |      |
| Neukirchen b.Hl.Blut (Standort) | Mesolithische Freilandstation. | D-3-6743-0115 |      |
| Neukirchen b.Hl.Blut (Standort) | Spätpaläolithische und mesolithische Freilandstation. | D-3-6743-0116 |      |

### Bodendenkmäler in der Gemarkung Rittsteig
| Lage                 | Objekt | Akten-Nr.     | Bild |
| -------------------- | --- | ------------- | ---- |
| Rittsteig (Standort) | Weitgehend verebnete Schanze der Kurbayerischen Landesdefensionslinien (1702).                                                                                               | D-3-6744-0006 |      |
| Rittsteig (Standort) | Frühneuzeitliche Wüstung Zwieseleck. | D-3-6744-0018 |      |
| Rittsteig (Standort) | Archäologische Befunde der frühen Neuzeit im Bereich der Katholischen Expositurkirche St. Anna in Rittsteig, darunter die Spuren von Vorgängerbauten bzw. älterer Bauphasen. | D-3-6744-0019 |      |
| Rittsteig (Standort) | Abschnitt der Kurbayerischen Landesdefensionslinien (1702). | D-3-6744-0021 |      |

### Bodendenkmäler in der Gemarkung Vorderbuchberg
| Lage                      | Objekt                       | Akten-Nr.     | Bild |
| ------------------------- | ---------------------------- | ------------- | ---- |
| Vorderbuchberg (Standort) | Mittelalterlicher Burgstall. | D-3-6744-0012 |      |